# Сельское поселение «Алиянское»
Се́льское поселе́ние «Алиянское» — муниципальное образование в Сретенском районе Забайкальского края Российской Федерации.
Административный центр — село Алия.

## История
Статус и границы сельского поселения установлены Законом Читинской области от 19 мая 2004 года «Об установлении границ, наименований вновь образованных муниципальных образований и наделении их статусом сельского, городского поселения в Читинской области».
Закон Забайкальского края от 25 декабря 2013 года № 922-ЗЗК «О преобразовании и создании некоторых населенных пунктов Забайкальского края»:
Распоряжением Правительства России от 13 мая 2015 года № 860-Р селу Нижняя Алия присвоено название.

## Население
| 2010 | 2011 | 2012 | 2013 | 2014 | 2015 | 2016 |
| ---- | ---- | ---- | ---- | ---- | ---- | ---- |
| 545  | ↘542 | ↘538 | ↘527 | ↘524 | ↘515 | ↘508 |
| 2017 | 2018 | 2019 | 2020 | 2021 |      |      |
| ↘492 | ↗501 | ↘489 | →489 | ↘401 |      |      |

## Состав сельского поселения
| № | Населённый пункт | Тип населённого пункта       | Население |
| - | ---------------- | ---------------------------- | --------- |
| 1 | Алия             | село, административный центр | ↘487      |
| 2 | Нижняя Алия      | село                         |           |